# 520 Quinta Avenida
520 Fifth Avenue es un rascacielos de uso mixto en construcción en la Quinta Avenida en Midtown Manhattan, Nueva York. Está diseñado por Kohn Pedersen Fox y desarrollado por Mickey Rabina. Una vez terminado en 2025, el edificio se elevará 305 metros (1001 pies) y contendrá 100 viviendas, restaurantes en las tres primeras plantas y 19,000 m² de oficinas.

## Historia
El espacio en el que se está construyendo el 520 Fifth Avenue estaba anteriormente ocupado por tres edificios: el 518 y el 516 Fifth Avenue además de otro edificio de oficinas. El empresario Aby Rosen adquirió estos edificios y propuso en 2007 la construcción de un edificio de uso mixto en colaboración con la empresa inmobiliaria Hines. El edificio de 54 plantas que se propuso, diseñado por César Pelli, no se llegó a construir.
RFR, la firma de Aby Rosen, junto con Tahl-Propp Equities planeó nuevos usos para el 520 Fifth Avenue o la venta de los edificios que ocupaba. Finalmente la firma Thor Equities adquirió los edificios en 2012 y trabajó junto con Handel Architects para desarrollar el proyecto.
Thor Equities vendió el edificio a Ceruzzi Properties, que con la financiación de JPMorgan Chase y Fisher Brothers planeó construir el edificio de 71 plantas y 280 metros (920 pies) que había diseñado Handel Architects durante la propiedad de Thor Equities. Aunque se pretendió comenzar la construcción en 2016 con la financiación de Mack Real Estate Credit Strategies, este acabó poniendo en venta el lugar de construcción en 2018.

### Proyecto final y construcción

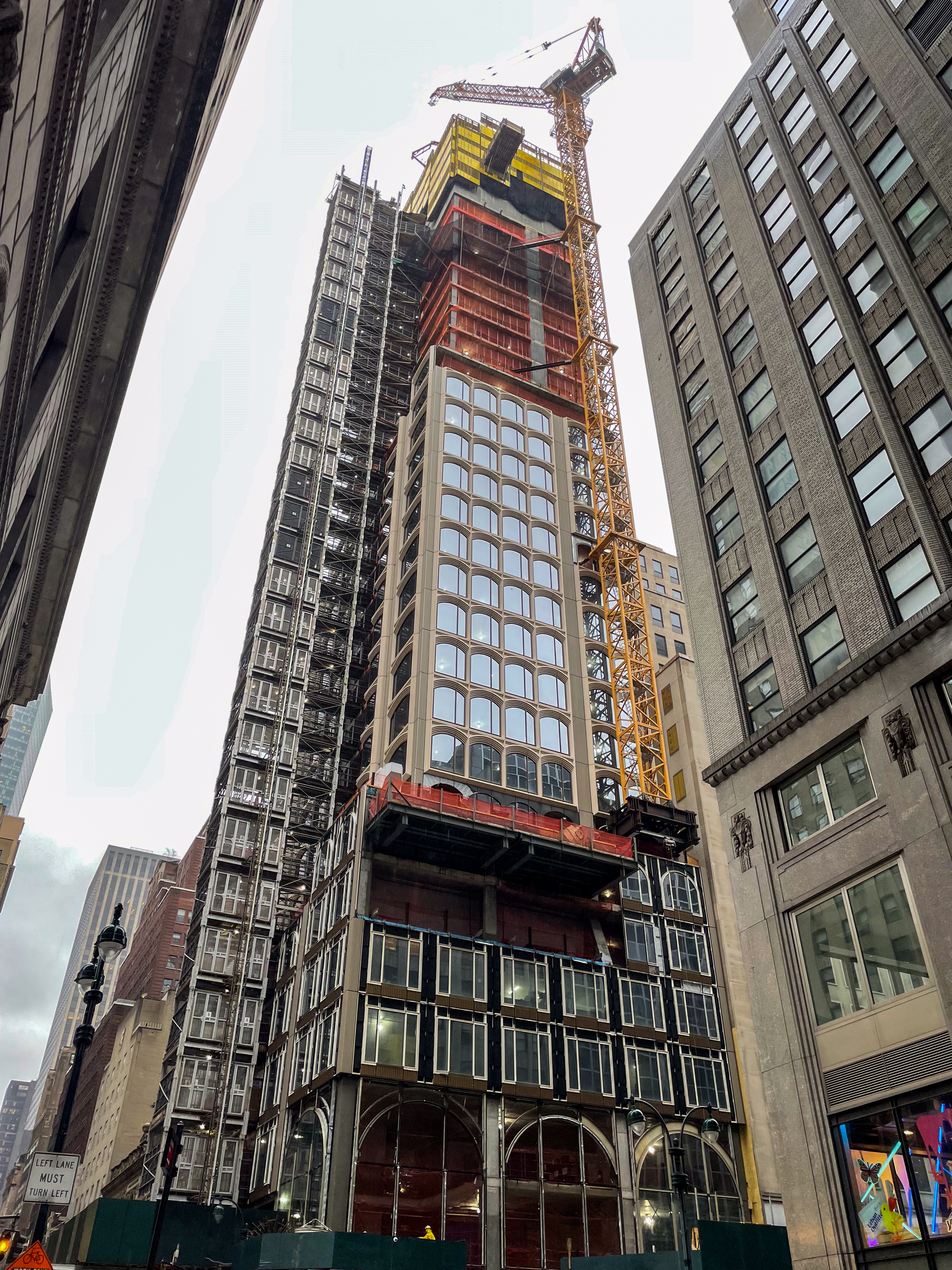
Obras del 520 Fifth Avenue en 2024

En 2019 el promotor Mickey Rabina compró el lugar de construcción por 209 millones de dólares y desarrolló el diseño del edificio con la firma Kohn Pedersen Fox.
La preparación del lugar de construcción comenzó en diciembre de 2021 y la construcción fue financiada por Bank OZK, y The Carlyle Group. La construcción sobre el nivel de la calle comenzó en octubre de 2023. En 2024 se vendieron los primeros apartamentos en los primeros pisos del edificio. La firma Charles & Co, se encarga del diseño de interiores del edificio. A febrero de 2025, año en el que se prevé que termine la construcción, el 85% de las viviendas ya han sido vendidas.